# Brügger Colibri
Brügger MB-1, MB-2 và MB-3 Colibri là một họ máy bay thể thao được thiết kế ở Thụy Sĩ trong thập niên 1960 và 1970 cho mục đích lắp ráp tại gia.

## Thiết kế và phát triển
Máy bay Colibri là máy bay một chỗ ngồi, đơn cánh, cánh thấp cantilever dùng càng đáp cố định dùng động cơ làm mát bằng gió của Volkswagen vốn chuyển đổi từ động cơ xe hơi.
MB-1 Colibri có chuyến bay đầu tiên vào năm 1965 và là tiền thân của chiếc MB-2 Colibri 2 có chuyến bay đầu vào năm 1970. Máy bay có khung làm hoàn toàn bằng gỗ với cánh được bọc sợi và thân chính từ gỗ ván ép. Ghế ngồi của phi công được bọc trong khoang dạng vòm. Năm 1976-77, Brügger chế tạo và bay một phiên bản bằng nhôm có tên  MB-3. Nhiều mẫu máy bay vẫn còn đang hoạt động vào năm 2012.
MB-2 đặc biệt chú ý nhờ chất lượng hoàn thiện bằng tay.

## Đặc tính kỹ thuật (MB-2)
Đặc điểm tổng quát
- Kíp lái: One pilot
- Chiều dài: 4.80 m (15 ft 9 in)
- Sải cánh: 6.00 m (19 ft 8 in)
- Chiều cao: 1.60 m (5 ft 3 in)
- Diện tích cánh: 8.2 m2 (88 ft2)
- Trọng lượng rỗng: 215 kg (474 lb)
- Trọng lượng có tải: 310 kg (683 lb)
- Powerplant: 1 × Volkswagen air-cooled engine, 30 kW (40 hp) mỗi chiếc

Hiệu suất bay
- Vận tốc cực đại: 180 km/h (111 mph)
- Tầm bay: 500 km (310 dặm)
- Trần bay: 4,500 m (14,760 ft)
- Vận tốc lên cao: 3.0 m/s (590 ft/phút)